# San Giuseppe Cafasso

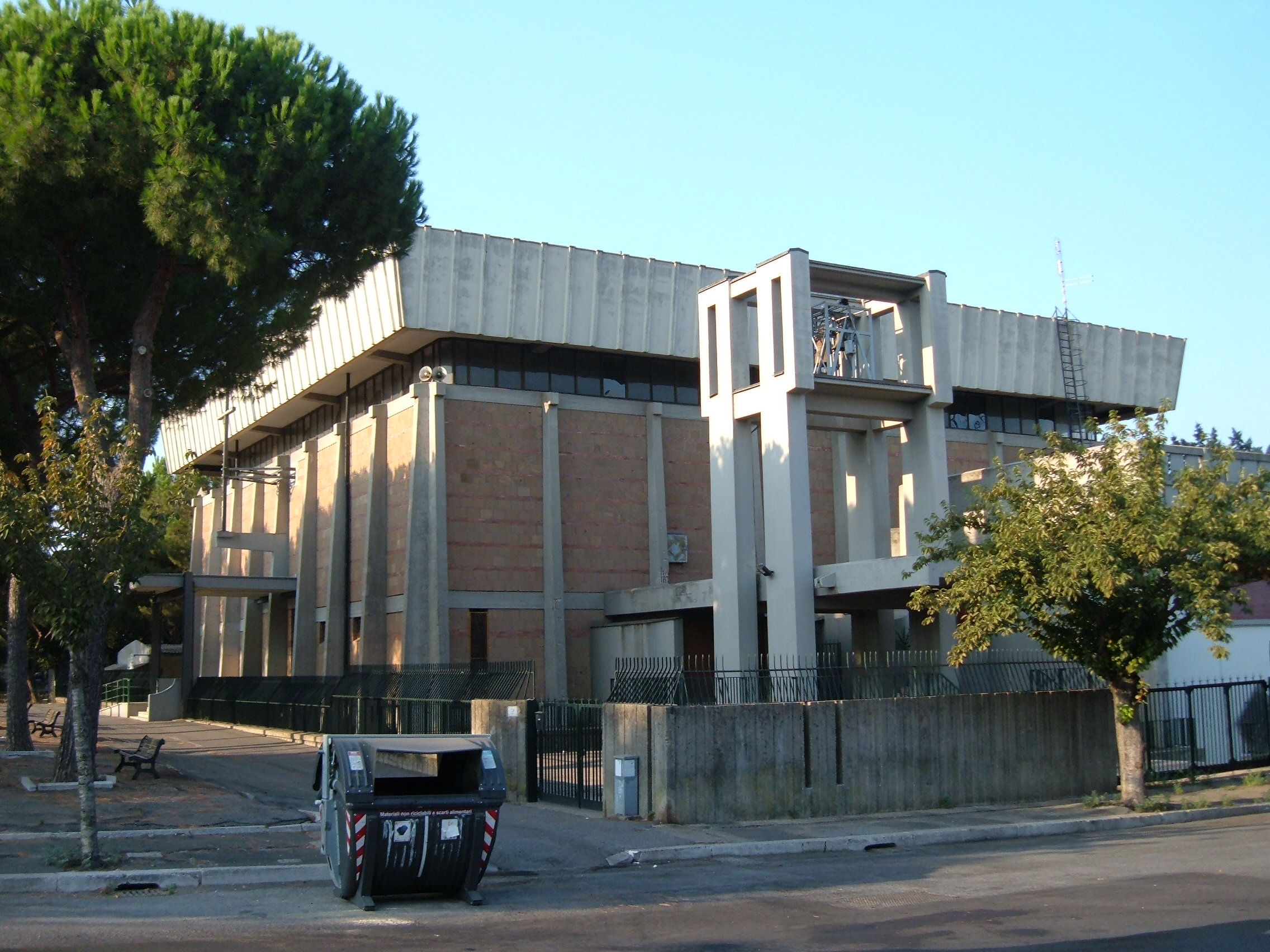
Vista da fachada.

San Giuseppe Cafasso é uma igreja de Roma localizada na Via Camillo Manfroni, no quartiere Tuscolano. É dedicada a São José Cafasso.

## História
Esta igreja foi construída na década de 1960 com base num projeto dos arquitetos Mario Paniconi e Giulio Pediconi e foi inaugurada em 19 de março de 1968. O papa São João Paulo II a visitou em 1 de fevereiro de 1981. Ela é sede de uma paróquia instituída em 16 de julho de 1960 através do decreto Utilitati bonoque do cardeal-vigário Clemente Micara. Originalmente aos cuidados dos Oblatos de São José (de Asti), passou, em 2001, ao clero da Diocese de Roma.

## Descrição
O edifício se apresenta numa planta central de forma quadrada. O exterior, em blocos de tufo, é marcado por faixas verticais em concreto armado. O teto não tem cúspides e a entrada é precedida por um pórtico estilizado encimado por uma grande cruz. A igreja é flanqueada por uma estrutura de concreto formada por quatro pilares que fazem as vezes de um campanário. Ao longo de toda a parede perimetral da igreja, logo abaixo da linha do teto, corre um longo vitral colorido.